# Brasiliens Grand Prix 2008
Brasiliens Grand Prix 2008 var det sista av 18 lopp ingående i formel 1-VM 2008.

## Rapport
I Brasilien skulle det avgöras vem av Lewis Hamilton och Felipe Massa som skulle vinna förar-VM samt vilket av deras stall, McLaren eller Ferrari, som skulle ta hem konstruktörsmästerskapet. Hamilton behövde sluta sämst femma för att vinna sin första VM-titel och då bli den genom tiderna yngste F1-världsmästaren. För Massa gällde det att vinna eller komma tvåa för att kunna bli världsmästare.
Hemmaföraren Massa tog pole position före Jarno Trulli i Toyota. I det andra ledet stod Kimi Räikkönen i Ferrari och Hamilton. I det tredje ledet stod Heikki Kovalainen i McLaren tillsammans med Fernando Alonso i Renault. Bakom dessa följde Sebastian Vettel i Toro Rosso och Nick Heidfeld i BMW.
Strax innan start kom en störtskur, vilket gjorde att en blöt start var att vänta. Massa tog starten i vätan, var snabbast genom loppet och vann på hemmaplan före Alonso och Räikkönen. 
Med ett fåtal varv kvar på racet började det regna igen vilket fick de flesta förarna att gå i depå för att byta till regndäck. Hamilton blev omkörd av Vettel och hamnade sedan bakom Timo Glock i Toyota, som stannat ute på torrdäck. Hamilton låg i detta läge sexa när två varv återstod, vilket inte var tillräckligt för att vinna mästerskapet. 
Hamilton lyckades dock passera Glock, som var den ende som inte bytt till regndäck, i sista kurvan på sista varvet av racet när regnet tilltog. Detta innebar att Hamilton tog femteplatsen och därmed även VM-titeln en poäng före Massa, trots att denne vann loppet. Massas stall Ferrari lyckades dock vinna konstruktörsmästerskapet. Detta var Felipe Massas sista vinst i Formel 1.

## Resultat
1. Felipe Massa, Ferrari, 10 poäng
2. Fernando Alonso, Renault, 8
3. Kimi Räikkönen, Ferrari, 6
4. Sebastian Vettel, Toro Rosso-Ferrari, 5
5. Lewis Hamilton, McLaren-Mercedes, 4
6. Timo Glock, Toyota, 3
7. Heikki Kovalainen, McLaren-Mercedes, 2
8. Jarno Trulli, Toyota, 1
9. Mark Webber, Red Bull-Renault
10. Nick Heidfeld, BMW
11. Robert Kubica, BMW
12. Nico Rosberg, Williams-Toyota
13. Jenson Button, Honda
14. Sébastien Bourdais, Toro Rosso-Ferrari
15. Rubens Barrichello, Honda
16. Adrian Sutil, Force India-Ferrari
17. Kazuki Nakajima, Williams-Toyota
18. Giancarlo Fisichella, Force India-Ferrari

### Förare som bröt loppet
- Nelsinho Piquet, Renault (varv 0, olycka)
- David Coulthard, Red Bull-Renault (0, olycka)